# 木多康昭
木多 康昭（きた やすあき、1969年6月19日 - ）は、千葉県出身の漫画家。血液型はO型。

## 略歴

### 幕張連載まで
1995年3月、「夜明け前」が第121回ホップ☆ステップ賞にて佳作を受賞。同年8月、集英社『週刊少年ジャンプ増刊』において「仮面の告白」でデビュー。同年12月、「海に生くる人々」にて第43回赤塚賞佳作を受賞し、『週刊少年ジャンプ』での連載が決まる。
1996年2月、『週刊少年ジャンプ』で『幕張』を連載開始。

### マガジン移籍
約2年後、『少年ジャンプ』との専属契約を解除して講談社に移籍。1999年7月、『週刊少年マガジン』において高校野球漫画『泣くようぐいす』の連載を開始。
2002年2月、同誌に『平成義民伝説 代表人』を連載開始。

### ヤングマガジン移籍
2005年6月、『週刊ヤングマガジン』にて『喧嘩商売』の連載を開始、本作から作画にCGを取り入れた。
2006年6月、早稲田大学で行われたトークショーに出演。Wikipediaの自らの項目に触れ、更には散々ネタにした島袋光年も登場した。かつて自身が在籍したジャンプについて「オタク化している」と持論を述べ、「各作家さんたちに文句があるわけではないが、あれが自分が子供の頃に読んでいたジャンプと同じ雑誌とはとても思えない。」と語ってトークショーを締めている。
また、2008年に島袋が『トリコ』にて週刊少年ジャンプ復帰を果たした時には週刊ヤングマガジンの巻末コメントで祝いのコメントを出していた。。
2010年9月に発売されたヤングマガジン40号にて『喧嘩商売』の第一部が終了。第二部の予定開始は2011年2月とされていたが大幅に遅れ、2013年12月発売のヤングマガジン2014年2・3合併号から連載が再開されると発表された。尚、再開に合わせてタイトルが『喧嘩稼業』に変更されることになった。

## 作品リスト

### 連載
- 『幕張』 - 『週刊少年ジャンプ』にて連載 全9巻
- 『泣くようぐいす』 - 『週刊少年マガジン』にて連載 全7巻
- 『平成義民伝説 代表人』 - 『週刊少年マガジン』にて連載 上・下巻
- 『喧嘩商売』 - 『週刊ヤングマガジン』にて連載 全24巻
- 『喧嘩稼業』 - 『週刊ヤングマガジン』にて連載中 既刊13巻

### 読切
- 『仮面の告白』 - 『週刊少年ジャンプ』1995年 Summer Special
- 『海に生くる人々』 - 『週刊少年ジャンプ』1996年 Winter Special
- 『最下級編集 菅（ガースー）』 - 『ヤングマガジンGAG増刊 神回』（2013年11月1日発売）

## アシスタント
- 大沢俊太郎 - 『泣くようぐいす』中盤より最終回、『平成義民伝説　代表人』の連載開始当初までアシスタントを務める。独立後、数年のブランクを経てスーパージャンプにて『ゴタ消し -示談交渉人 白井虎次郎-』を連載開始。その後、2011年1月6日より読売テレビ・日本テレビ系にてテレビドラマ化される。
- 青木U平 - 『平成義民伝説 代表人』執筆時のアシスタント。この時のペンネームは青木裕平。2013年に「喧嘩商売」と同じヤンマガにて「フリンジマン」で商業誌デビューを果たしている。